# Kinosternon flavescens
La tortuga de pantano amarilla (Kinosternon flavescens) es una especie de tortuga de la familia Kinosternidae. Se distribuye por el norte de México y el centro de Estados Unidos.

## Distribución
- México: Chihuahua, Coahuila, Nuevo León y Tamaulipas.
- Estados Unidos: Arizona, Colorado, Illinois, Iowa, Kansas, Misuri, Nebraska, Nuevo México, Oklahoma y Texas.

Su presencia es incierta en Veracruz (México) y en Arkansas (Estados Unidos).

## Descripción
La tortuga de pantano amarilla es un pequeño reptil de color verde oliva. Su nombre proviene de las áreas de color amarillo de su garganta, cabeza y en los lados de su cuello. El forro del fondo es de color amarillo a marrón con dos bisagras, lo que permite a la tortuga cerrar cada extremo por separado. La cola del macho tiene una espina dorsal contundente en el final, pero la cola de la hembra no la tiene. Vive unos 15 años de media.

## Alimentación
Las tortugas amarillas son  omnívoras. Su dieta incluye gusanos, cangrejos de río, ranas, caracoles, peces, sanguijuelas, renacuajos  y otros insectos acuáticos e invertebrados. También se alimentan de la vegetación y de la materia muerta y en descomposición.
En la primavera su alimento principal es el camarón que encuentran en las aguas poco profundas de sus estanques, además de gusanos o larvas que puedan encontrar. Comen lombrices que pasan por delante de ellas mientras hibernan, aunque no buscan alimentos, están en alerta para cazar lo que esté disponible.

## Reproducción
Las tortugas acuáticas hembras excavan un nido en el suelo cerca de una fuente de agua, depositan sus huevos y se van, pero las tortugas de esta especie presentan un patrón de atención materna. Es la única tortuga que se ha observado que se queda con los huevos por un período de tiempo. La hembra pone 1-9 huevos y se queda con los huevos por un período de tiempo de unas pocas horas hasta 38 días. Se cree que la hembra se queda para mantener a los depredadores lejos de los huevos. También se observó que las hembras orinan en sus nidos en los años secos. Se cree que esto ayuda en la tasa de éxito de eclosión de los huevos en los años secos.
Se cree que en su hábitat natural las lluvias de primavera inducen a las tortugas para comenzar a anidar. Los huevos eclosionan en el otoño y algunas crías abandonan el nido y pasan el invierno en hábitats acuáticos, pero la mayoría de las crías se quedan en el nido y esperan hasta la primavera para salir y saltar al agua. Esto se cree que ayuda en las tasas de supervivencia de las crías, ya que algunos cuerpos de agua se congelan durante el invierno. Otro beneficio de la espera de salir en la primavera es que las crías entran en un entorno de aumento de los recursos, tales como calor, luz y comida.